# Drosophila longissima
Drosophila longissima este o specie de muște din genul Drosophila, familia Drosophilidae, descrisă de Toyohi Okada și Carson în anul 1983. Conform Catalogue of Life specia Drosophila longissima nu are subspecii cunoscute.